# Sultanat des femmes
Le sultanat des femmes (en turc : Kadınlar saltanatı) est une période d'une centaine d'années durant laquelle les favorites (en turc : hasekiler) et les mères (en turc : valideler) des sultans successifs exercent une influence considérable sur la politique de l'Empire ottoman. Cette période, coïncidant approximativement avec celle de la transformation (en) de l'Empire , s'étend de 1533 (940 AH), lorsque Soliman le Magnifique épouse sa concubine Roxelane, à 1656 (1066 AH), lorsque Turhan Sultan transfère le pouvoir au grand vizir Mehmed Pacha, initiant ainsi le début de l'ère des Köprülü.

## Histoire

### Précédents historiques
La période connue sous le nom de Sultanat des femmes était nouvelle pour l'Empire ottoman, mais non sans précédent. Les Seldjoukides, prédécesseurs de l'Empire ottoman, ont souvent fait jouer un rôle actif aux femmes de la noblesse dans la politique et les affaires publiques, malgré l'inquiétude des autres hommes[page à préciser].
Cependant, au cours du XIVe siècle, la participation des femmes au gouvernement a commencé à se réduire considérablement. 
C'était l'âge de l'expansion ottomane où la plupart des sultans ont choisi de « diriger à partir du cheval », se déplaçant avec une cour de conseillers, de vizirs et de chefs religieux alors que l'armée conquérait de nouvelles terres[page à préciser]. De plus, la politique ottomane à partir du XVe siècle consistait à envoyer de jeunes princes et leurs mères dans des gouvernorats provinciaux d'Anatolie. En fait, cela a gardé toutes les femmes ayant des contacts aux niveaux supérieurs du gouvernement loin de tout endroit où elles pouvaient détenir un pouvoir significatif. De plus, la pratique du fratricide – dans laquelle un sultan ascendant exécuterait tous ses frères pour assurer son trône – rendait les mères et les épouses des princes encore plus dépendantes de leurs hommes[page à préciser].

### Les premières années
Cependant, la fortune a commencé à changer avec le début du XVIe siècle et la concurrence de deux événements importants: la fin de l'expansion ottomane et la fusion du harem impérial dans le palais proprement dit. Pendant le règne de Soliman le Magnifique, il est devenu clair que l'empire avait atteint ses limites extérieures, avec des frontières s'étendant sur des milliers de kilomètres dans presque toutes les directions. Le sultan ne pouvait tout simplement plus se permettre de faire de longues campagnes militaires, surtout après l'échec du siège de Vienne en 1529.

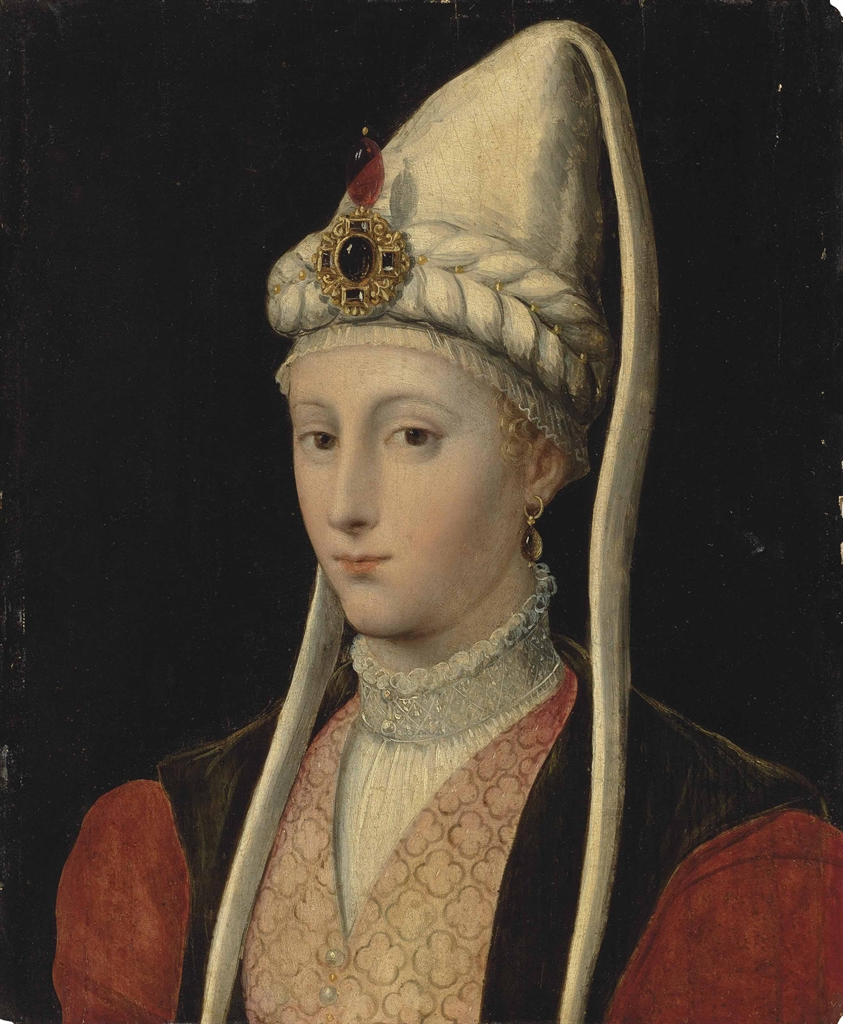
Une peinture de Hürrem Sultan par un disciple de Titien.

En outre, le règne de Soliman a marqué la fusion du harem impérial dans le palais et la sphère politique, car il est devenu le premier sultan à être officiellement marié, à la femme connue en Occident sous le nom de Roxelane. Avant le Sultanat des femmes, le sultan ne se mariait pas, mais avait un harem de concubines qui lui donnaient des héritiers, chaque concubine produisant un seul fils et suivant son fils dans les provinces qu'elles devaient diriger au lieu de rester à Constantinople. 
La première Haseki était l'épouse de Soliman le Magnifique, Roxelane, qui devint plus tard Hürrem Sultan après sa conversion à l'islam. Hürrem était supposée à tort être d'origine russe, probablement en raison d'une mauvaise traduction de son nom. 
Les visiteurs européens la traitaient donc comme russe, alors qu'elle était d'origine ukrainienne. 
Le nom par lequel les Turcs se sont référés à elle, Hürrem, signifiait "Celle qui rit" ou "la Joyeuse", un témoignage de son caractère. 
Les érudits ne sont pas sûrs de la date de son arrivée au harem impérial, la collection de concubines détenue par le sultan ottoman, mais des documents sur la naissance de son premier fils reconnaissent sa présence en 1521. 
Son importance a été établie au moment de son mariage avec Soliman, après la mort de la mère de ce dernier, devenant la première épouse d'un sultan en plus de deux cents ans. Hurrem fut affranchie et le nouveau titre Haseki (Consort impérial) a été créé pour elle, qui a continué à être attribué aux épouses ultérieures de sultans. Elle s'est principalement engagée dans la philanthropie, en particulier dans la construction d'espaces communs où les sujets pouvaient passer du temps. Le plus important était le Complexe Haseki Sultan à Constantinople, comprenant un centre médical pour femmes, une école, une mosquée et une cuisine pour nourrir les pauvres, qui a été construit dans les années 1530. Elle est décédée en 1558 à Constantinople, après le décès de ses fils aîné et cadet. Près de cinq cents ans après sa mort, la référence aux prétendues origines russes fut retirée de la tombe de Hürrem en janvier 2019.

## Signification politique
Vers le milieu du XVIIe siècle, six sultans avaient régné, dont plusieurs enfants lors de leur accession au trône. En tant que tel, la sultane validé a exercé le pouvoir pratiquement sans opposition, à la fois pendant le règne de leurs fils et pendant l'interrègne[page à préciser]. Cependant, une prééminence aussi importante n'a pas été facilement acceptée par tous. Même avec un lien direct avec le sultan, la sultane validé était souvent confrontée à l'opposition des grands vizirs du sultan (comme Koca Sinan Pacha ou Kemankeş Kara Mustafa Pacha (en)), des érudits musulmans (comme le Şeyhülislam de l'Empire Sadeddin) ou même de l'opinion publique. Là où leurs prédécesseurs masculins avaient gagné la faveur du public grâce à la conquête militaire et au charisme, les femmes dirigeantes devaient compter sur les cérémonies impériales et la construction de monuments et de travaux publics. Ces travaux publics, appelés hayrat ou œuvres de piété, étaient souvent construits de façon extravagante au nom de la sultane, comme cela avait été la tradition pour les femmes islamiques impériales.

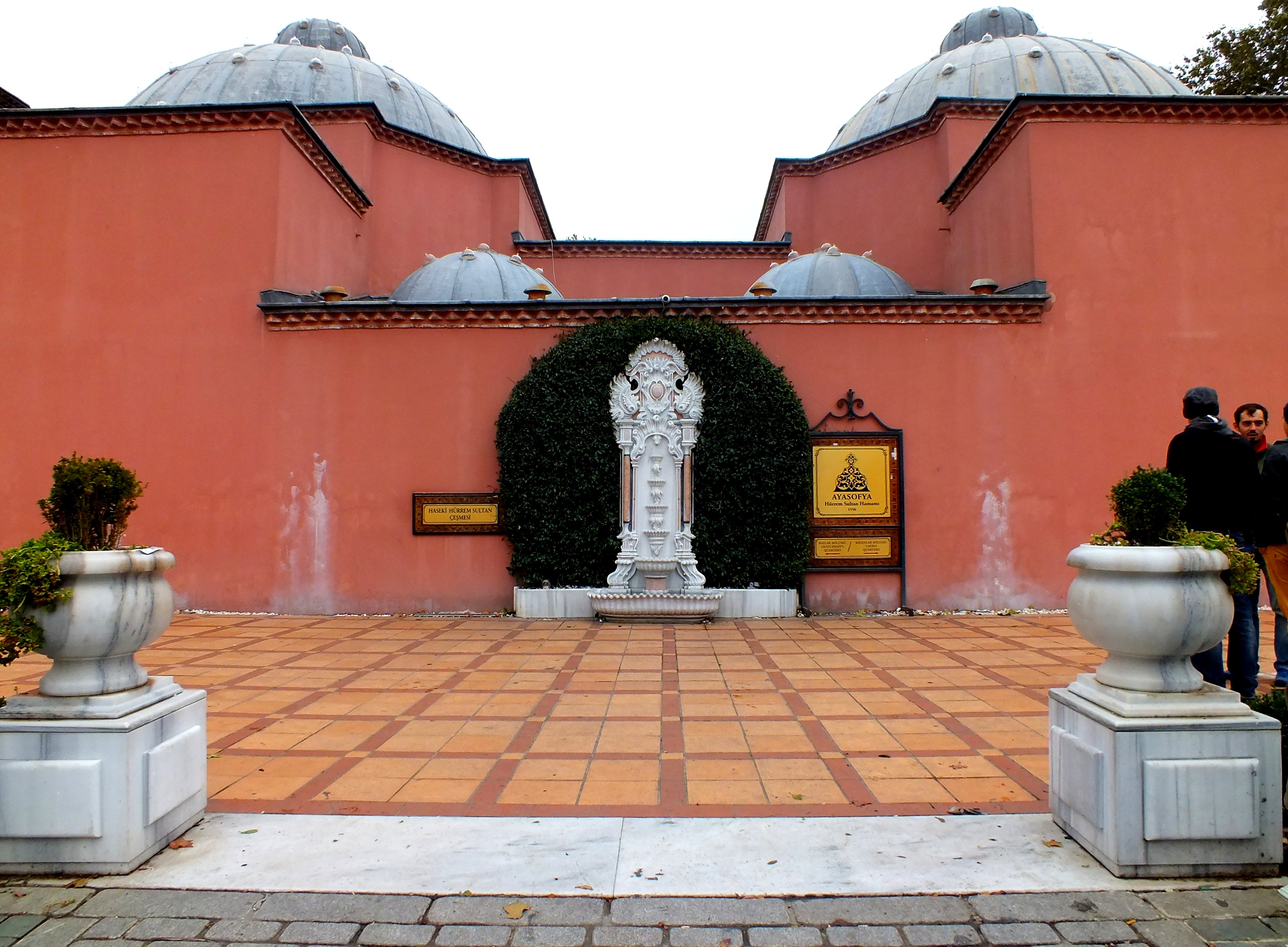
L'un des hayrat construit au nom de Hürrem Sultan.

D'autres femmes impériales, telles que Hatice Turhan ont contribué à la défense de l'empire, dépensant de grandes sommes d'argent pour la reconstruction et la fortification de bastions militaires clés. Certaines ont même symboliquement participé à la guerre. Lorsque son fils Mehmed IV est revenu d'une campagne militaire réussie, elle a fait organiser une procession royale pour retracer son chemin de guerre et partager la gloire de sa victoire[page à préciser].
Les mariages étaient également une cause de célébration et une occasion pour les femmes impériales de promouvoir la charité tout en affichant leur richesse et leur pouvoir. Alors qu'elle était sur le point d'être mariée à un amiral de premier plan, la fille de Murad III a fait distribuer des pièces de monnaie nouvellement émises à tous les spectateurs, certains se faisant une fortune[page à préciser].
La mort d'une femme impériale ou de la mère d'un sultan pourrait être encore plus extravagante. Par exemple, la mort de Hürrem Sultan a amené une foule de personnes en deuil dans les rues, y compris le sultan lui-même, qui était traditionnellement censé s’isoler dans le palais pendant les funérailles d’un membre de la famille. Une fois de plus, lors de la cérémonie, des pièces et de la nourriture ont été distribuées aux participants pour rendre hommage à la nature généreuse et attentionnée de la reine[page à préciser].
Et finalement, les réalisations les plus durables de nombreuses épouses et mères de sultans ont été leurs grands projets de travaux publics. Comprenant souvent des mosquées, des écoles ou des monuments, la construction et l'entretien de ces projets ont fourni une circulation économique cruciale à une époque autrement marquée par la stagnation économique et la corruption, tout en laissant en outre un symbole puissant et durable du pouvoir et de la bienveillance du sultanat. Alors que la création des travaux publics a toujours été une obligation du sultanat, les sultanes telles que la mère et l'épouse de Soliman ont entrepris des projets plus grands et plus somptueux que n'importe quelle femme et la plupart des hommes n'avaient réalisé avant elles.

## Quelques personnalités du sultanat des femmes
| Nom             | Naissance | Mort                                     | Ethnicité            | Conjoint     | Enfants |
| --------------- | --------- | ---------------------------------------- | -------------------- | ------------ | --- |
| Hürrem Sultan   | vers 1500 | 15 avril 1558                            | Ukrainienne          | Soliman Ier  | Şehzade Mehmed, Mihrimah Sultan, Şehzade Abdullah (en), Sélim II, Şehzade Bayezid et Şehzade Cihangir                                                           |
| Mihrimah Sultan | vers 1522 | 25 janvier 1578                          | Turque               | Rüstem Pacha | Ayşe Hümaşah Sultan (en) et Sultanzade Osman |
| Nurbanu Sultan  | vers 1525 | 7 décembre 1583                          | Italienne ou Grecque | Sélim II     | Mourad III, Ismihan Sultan (en), Şah Sultan (en) et Gevherhan Sultan (en)                                                                                       |
| Safiye Sultan   | vers 1550 | 10 novembre 1605 ou janvier 1619 ou 1622 | Albanaise            | Mourad III   | Mehmed III, Şehzade Mahmud, Ayşe Sultan (en) et Fatma Sultan (en)                                                                                               |
| Handan Sultan   | vers 1576 | 9 novembre 1605                          | Bosniaque            | Mehmed III   | Şehzade Selim, Şehzade Süleyman, Ahmed Ier et 4 filles |
| Halime Sultan   | vers 1571 | 1643                                     | Géorgienne           | Mehmed III   | Şehzade Mahmud, Moustafa Ier, Hatice Sultan et Şah Sultan |
| Kösem Sultan    | vers 1590 | 2 septembre 1651                         | Grecque              | Ahmed Ier    | Şehzade Mehmed, Mourad IV, Şehzade Kasım (tr), Şehzade Süleyman (tr), Ibrahim Ier, Ayşe Sultan (en), Fatma Sultan, Gevherhan Sultan (en) et Hanzade Sultan (en) |
| Turhan Sultan   | vers 1627 | 4 août 1683                              | Russe                | Ibrahim Ier  | Mehmed IV, Gevherhan Sultan (en), Fatma Sultan (en), Beyhan Sultan (en) et Atike Sultan (en)                                                                    |

### Note
1. ↑  Que les Turcs appellent pour leur part « période de stagnation » (Duraklama dönemi)